# Christer Rake
Christer Rake (n. Stavanger, 19 de marzo de 1987) es un ciclista profesional noruego que fue profesional de 2006 a 2012.

## Palmarés
2010
- Ringerike G. P., más 1 etapa[1]
- 2º en el Campeonato de Noruega en Ruta

2011
- 1 etapa del Tour de Noruega